# Wysoki Dział

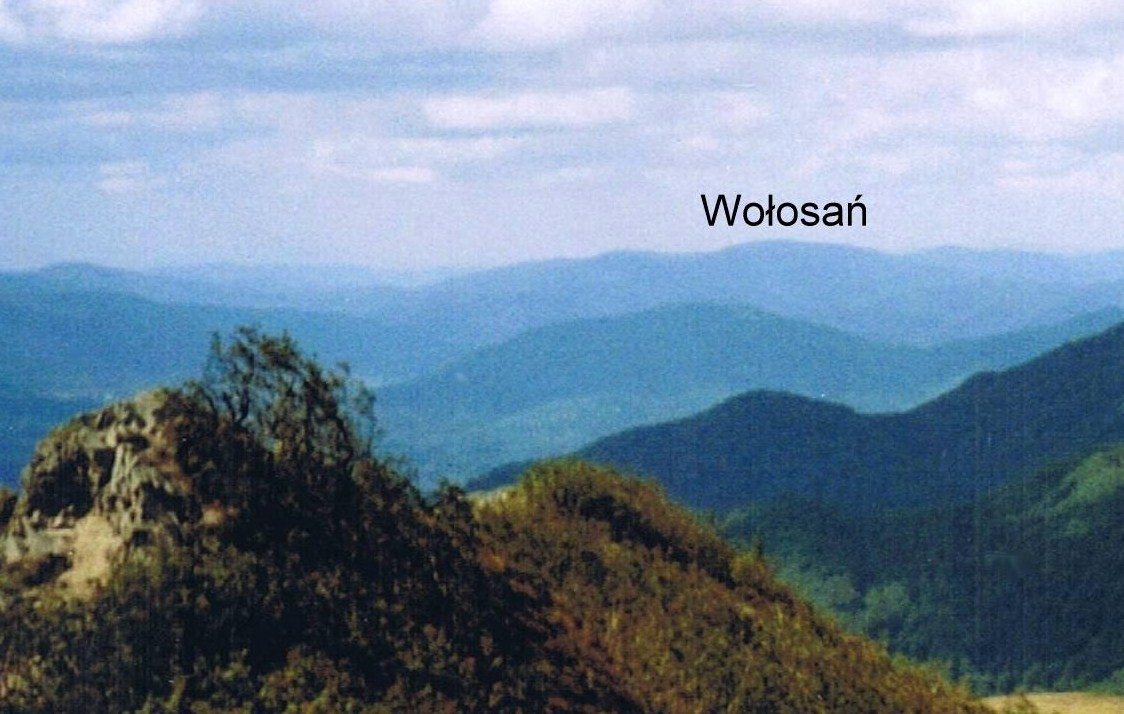
Wołosań – widok ze Smereka

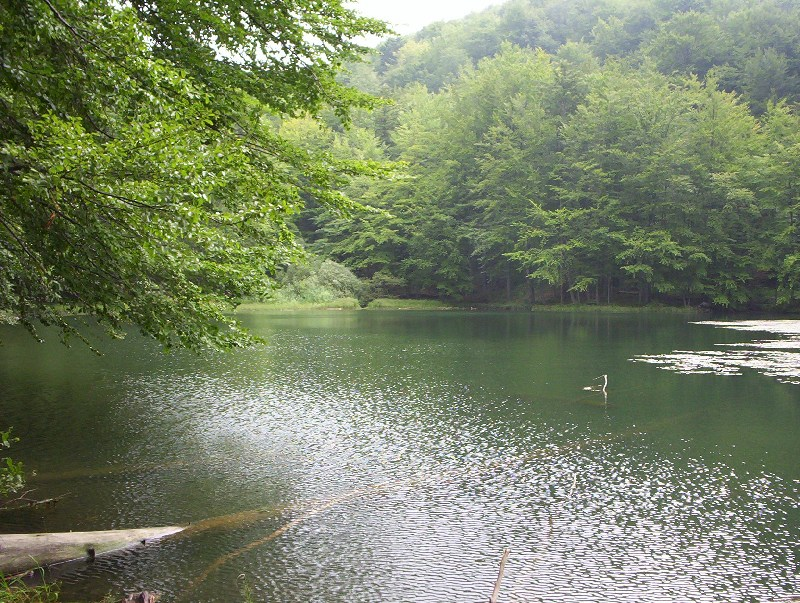
Jeziorka Duszatyńskie

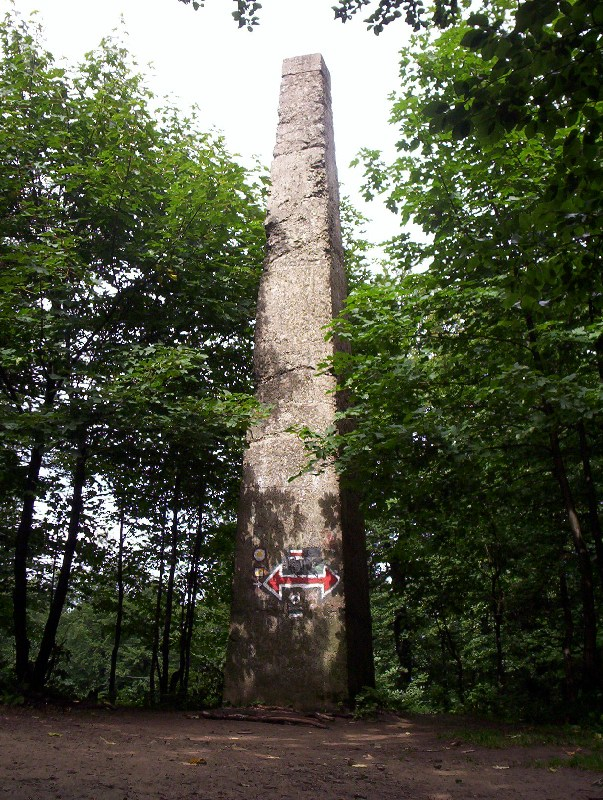
Na szczycie Chryszczatej

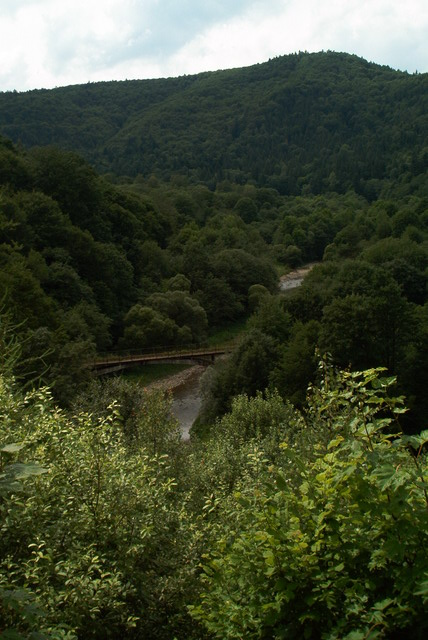
Dolina Osławy koło Duszatyna

Wysoki Dział (Pasmo Wołosania i Chryszczatej, Wielki Dział Etnograficzny) – pasmo górskie położone w zachodniej części polskich Bieszczadów, na wschód od doliny Osławy. Główny grzbiet ciągnie się z północnego zachodu na południowy wschód przez Chryszczatą, przełęcz Żebrak, Jaworne, Wołosań, Sasów, Osinę i opada w Cisnej w dolinę Solinki. Do szczytów masywu poza głównym grzbietem zaliczyć można Maguryczne, Krąglicę, Dział oraz Feliszówkę. Najwyższym wzniesieniem jest Wołosań (1071 m n.p.m.). Pasmo prawie w całości znajduje się w Ciśniańsko-Wetlińskim Parku Krajobrazowym.
Wysoki Dział uchodzi za granicę dwóch grup etnograficznych górali ruskich: Łemków i Bojków.

## Granice
Pasmo Wysokiego Działu ograniczają:
- od północy: dolina Osławki[1], dalej nie jest jednoznacznie określona – jedne źródła prowadzą ją aż do doliny Sanu, inne dolinami Kalniczki i Mchawy
- od południa: dolina Osławy, przełęcz Przysłup (749 m n.p.m.), dolina Solinki
- od wschodu: dolina Hoczewki, dolina Jabłonki, przełęcz 734 m n.p.m.
- od zachodu: dolina Osławy

Granica południowa jest granicą z pasmem granicznym Bieszczadów, natomiast wschodnia – z Pasmem Łopiennika i Durnej.

## Topografia
Wysoki Dział składa się z grzbietu głównego, rozciągającego się od dolin Osławy i Osławki w Rzepedzi aż po dolinę Solinki w Cisnej, oraz licznych grzbietów bocznych. W części północnej występuje asymetria grzbietów bocznych – na zachód biegną krótkie, ale stosunkowo wysokie, a w kierunku wschodnim odgałęziają się rozczłonkowane, rozleglejsze i nieco niższe.
Od strony Rzepedzi pierwszym szczytem jest Polanka (712 m n.p.m.); następnie główny grzbiet wznosi się na Dział (830 m) będący zwornikiem dla bocznego odgałęzienia z kulminacją o wysokości 804 m, przebiegającego w stronę Prełuk. Dalej, poprzez wierzchołek 877 m, biegnie ku Chryszczatej (997 m), od której odchodzi kilka grzbietów bocznych. Na zachód ciągną się tzw. Łazki, w połowie swej długości rozwidlające się na dwie części. Ze wschodniego stoku odbiega drugi grzbiet, który, licznie się rozgałęziając, tworzy rozczłonkowany obszar niskich, nieprzekraczających 733 m, wzniesień, położony pomiędzy miejscowościami: Kalnica, Baligród i Rabe, ciągnący się dalej przez Gabrów Wierch (742 m) po dolinę Sanu. Na północny zachód od szczytu Chryszczatej znajduje się źródło potoku Olchowatego, na którym powstały Jeziorka Duszatyńskie. Następnie grzbiet, przez wierzchołek 906 m, opada na południe do przełęczy Żebrak (816 m). Ta zwornikowa przełęcz wysyła na zachód grzbiet Magurycznego, który kilkakrotnie się rozgałęzia i kończy się w okolicach Mikowa oraz Smolnika. Główny grzbiet zmienia tu kierunek przebiegu z południkowego na NW-SE i ciągnie się w kierunku Jawornego (992 m); wcześniej odchodzi na południe krótki masyw Krąglicy (943 m). Z Jawornego biegnie na północny zachód niewielka boczna grań zakończona doliną Rabiańskiego Potoku, od którego na północny wschód odgałęzia się grzbiet Łysego Wierchu (815 m), Patryi (782 m) i Dzidowej (713 m), kończący się doliną Jabłonki. Na zachodnim stoku Patryi znajduje się śródleśne gołoborze chronione rezerwatem przyrody Gołoborze. Jaworne, przełęczą położoną 928 m n.p.m., łączy się z najwyższą w całym paśmie górą Wołosań (1071 m). Z jej wierzchołka ciągnie się w kierunku południowym boczny grzbiet, który za kulminacją o nazwie Przysłop (1006 m) opada ku przełęczy Przysłup (749 m) łączącej Wysoki Dział z pasmem granicznym. Następnie grzbiet główny osiąga szczyt Sasów (1010 m), skąd na południe odbiega niewielkie odgałęzienie z Feliszówką (1006 m); potem ze zwornikowego wierzchołka (967 m) na północ odchodzi grzbiet łączący się poprzez przełęcz (734 m) z Pasmem Łopiennika i Durnej. Dalej główny grzbiet opada, poprzez Berest (942 m), Osinę (963 m) oraz Hon (820 m), ku Cisnej leżącej w dolinie Solinki.

## Szlaki turystyczne
- Główny Szlak Beskidzki na odcinku Duszatyn – Chryszczata – przełęcz Żebrak – Wołosań – Cisna (8.20 h, z powrotem 8.15 h[3])
- Suliła – Przełęcz pod Suliłą 609 m – Chryszczata (3 h, w drugą stronę 2.30 h)
- Łubne – przełęcz 928 m (do ; 2.15 h, ↓ 1.30 h)